# ヴァレンティン・チャウシェスク
ヴァレンティン・チャウシェスク（ルーマニア語: Valentin Ceaușescu、1948年2月17日 - ）は、ルーマニアの物理学者。かつてのルーマニア社会主義共和国大統領のニコラエ・チャウシェスクとその妻エレナの長男で、彼らの子としては2025年現在で唯一存命である。

## 経歴

### 前半生と修学
ヴァレンティン・チャウシェスクは、ルーマニア人民共和国の設立から2か月経たない1948年2月17日に生まれた。彼の父で後に大統領となるニコラエ・チャウシェスクはルーマニア労働者党の活発な党員で様々な政治的・軍事的地位を獲得しており、ヴァレンティン出生当時には農業省の次官であった。母はエレナ・チャウシェスク（旧姓ペトレスク）であった。
弟のニクを含めた他の家族と異なり、ヴァレンティンは政治に関与しなかった。ブカレスト大学に進学し、学部時代は物理学を修めた。1967年には、イギリスのインペリアル・カレッジ・ロンドンに入学してさらに教育を受けることを決意した。インペリアル・カレッジ在学時には同校のサッカーチームでゴールキーパーを務めた。

### 結婚と子供
1970年7月3日、ヴァレンティンはルーマニア共産党指導者のペトレ・ボリラの娘であるヨルダーナ（ダーナ）・ボリラ（2017年没）と結婚したが、彼らの父親の双方は政治的なライバル関係にあり、子供たちの結婚に強く反対した。その対立は何年も継続し、結果的にダーナと（ヴァレンティンとの間に生まれた）息子のダニエルはカナダへ追放されることとなった。1989年にダーナとヴァレンティンは離婚した。ダニエルは父と同じく物理学者になった。
ヴァレンティンは1995年に再婚し、新しい妻との間に娘のアレクサンドラをもうけた。

### 逮捕とその後
1989年の東欧革命の一環で発生したルーマニア革命の最中、ヴァレンティンは他の家族とともに逮捕された。チャウシェスク家の贅沢な暮らしぶりは世界的に有名で、彼らはルーマニアの経済を弱体化させたと非難された。ヴァレンティンはステアウア・ブカレスト・フットボールクラブを経営する立場にあったといわれている。彼は逮捕中にテレビで両親の裁判を見たことを述べている。
ヴァレンティンは不起訴となり、9か月後に釈放された。その間、ルーマニアの巨匠による50点の絵画やフランシスコ・デ・ゴヤの版画、数百冊の稀覯本といった彼のコレクションが没収された。彼がその返還を求めたとき、ルーマニア当局は、彼が所有者であることを証明する書類はなく、その美術コレクションはルーマニア国家に帰属し、直ちにルーマニア国立美術館へ寄贈されたと主張した。ヴァレンティンは政府に対して返還を訴えた。2009年にヴァレンティンは勝訴し、裁判所は美術館に40点の絵画を返還するよう命じた。それらのほとんどはヴァレンティンと前妻のダーナが収集したものであった。彼は返還された絵画のほとんどを彼女へ贈ることを計画した。

## 科学者として
1970年に大学院を修了した後、ヴァレンティンはホリア・フルベイ原子物理工学研究所の教員となった。マグレレにある原子物理学研究所（IFA）に勤務し、核物理学の研究を行った。2016年時点でも働いていた。ヴァレンティンは約2,000レイ（約450ユーロ）の年金で慎ましく生活していることが報じられた。彼は現在の義父であるコンスタンティン・ドゥナが所有する家に住んでいる。

## 養子だとする風説
ヴァレンティンはニコラエ・チャウシェスクの実子ではなく養子だとする噂が長年広まっていたものの、この噂を裏付ける具体的な証拠が示されたことはない。ヴァレンティン本人も養子説を繰り返し否定している。